# Autographa monodon
Autographa monodon är en fjärilsart som beskrevs av Augustus Radcliffe Grote 1875. Autographa monodon ingår i släktet Autographa och familjen nattflyn. Inga underarter finns listade i Catalogue of Life.